# Monte Campanella
Il monte Campanella è una montagna alta 1.318,4  m del Lazio (Italia), in provincia di Frosinone, ad ovest del paese di Terelle.